# Piégut-Pluviers
 Piégut-Pluviers  (en occitano Puei 'Gut e Pluviers) es una población y comuna francesa, situada en la región de Aquitania, departamento de Dordoña, en el distrito de Nontron y cantón de Bussière-Badil.

## Demografía
| 1558 | 1545 | 1504 | 1527 | 1471 | 1313 |
| Para los censos de 1962 a 1999 la población legal corresponde a la población sin duplicidades (Fuente: INSEE [Consultar]) |      |      |      |      |      |